# ماكسيم بيلاييف
ماكسيم بيلاييف (الروسية: Максим Александрович Беляев) هو لاعب كرة قدم روسي في مركز الدفاع، ولد في 30 سبتمبر 1991 في أوزايوري في روسيا. شارك مع منتخب روسيا تحت 19 سنة لكرة القدم ومنتخب روسيا تحت 21 سنة لكرة القدم ومنتخب روسيا لكرة القدم. أما مع النوادي، فقد لعب مع أرسنال تولا ودينامو بريانسك وشينيك ياروسلافل ولوكوموتيف موسكو ونادي روستوف.

## وصلات خارجية
- ماكسيم بيلاييف على موقع الاتحاد الأوربي (الإنجليزية)
- ماكسيم بيلاييف على موقع قاعدة بيانات كرة القدم.إي يو (الإنجليزية)
- ماكسيم بيلاييف على موقع Soccerway.com (الإنجليزية)
- ماكسيم بيلاييف على موقع عالم كرة القدم.نت (الإنجليزية)